# Mitsunori Fujiguchi
Mitsunori Fujiguchi (Maebashi, 17 agosto 1949) è un dirigente sportivo ed ex calciatore giapponese, di ruolo centrocampista.

## Carriera
Ha giocato per diversi anni con la squadra del Mitsubishi Heavy Industries, l'attuale Urawa Red Diamonds.

## Statistiche

### Presenze e reti nei club
| Stagione | Squadra       | Campionato | Campionato | Campionato |
| Stagione | Squadra       | Comp       | Pres       | Reti       |
| -------- | ------------- | ---------- | ---------- | ---------- |
| 1974     | Mitsubishi HI | JSL1       | 15         | 7          |
| 1975     | Mitsubishi HI | JSL1       | 18         | 3          |
| 1976     | Mitsubishi HI | JSL1       | 16         | 2          |
| 1977     | Mitsubishi HI | JSL1       | 14         | 4          |
| 1978     | Mitsubishi HI | JSL1       | 18         | 3          |
| 1979     | Mitsubishi HI | JSL1       | 18         | 3          |
| 1980     | Mitsubishi HI | JSL1       | 18         | 5          |
| 1981     | Mitsubishi HI | JSL1       | 10         | 0          |
| 1982     | Mitsubishi HI | JSL1       | 0          | 0          |
|          | Totale        |            | 127        | 27         |